# Ямшанова, Виктория Александровна
Викто́рия Алекса́ндровна Ямшанова (род. 7 июня 1946 г.) — советский и российский лингвист-германист, доктор филологических наук, профессор.

## Биография
Окончила Филологический факультет Ленинградского ордена Ленина и ордена Трудового Красного Знамени государственный университет имени А. А. Жданова (1969).
В Ленинградском отделении Института языкознания защитила кандидатскую (1975 г.) и докторскую диссертации (1991 г.). Научный консультант — известный советский и российский филолог-германист, доктор филологических наук, профессор Владимир Михайлович Павлов.
Работала в СПБГЭУ (ранее, до 2013 года, — СПБГУЭФ), почетный профессор СПБГУЭФ.
Исполняла обязанности директора Института иностранных языков и заведующей кафедрой немецкого и северных языков, заведующей кафедрой немецкого и скандинавских языков и перевода, руководителя межвузовского центра по иностранным языкам. Профессор кафедры немецкого и скандинавских языков и перевода. Читала лекции в Дармштадтском техническом университете.
В настоящее время — на пенсии.

## Научная деятельность
Автор более 100 научных и научно-методических работ на русском и немецком языках, посвященных грамматике немецкого языка, немецкому экономическому языку, проблемам межкультурной коммуникации, лингводидактике.
Является автором оригинального алгоритмического подхода в обучении немецкой грамматике. Член Российского союза германистов

## Основные работы
- Категория инструментальности в немецком языке // СПб, 1991.
- Die instrumentale semantische Kategorie // DaF, Leipzig. 1991.
- Инструментальность как семантическая категория // Вопросы языкознания № 4, 1992.
- Der Kaufmann und sein Unternehmen — СПб 1994, 1995, 1996.
- Деловая переписка (на немецком языке) // СПб, 1996.
- Kaufvertag СПб, 1997.
- Auenhandel. — Warschau, Poltext Verlag, 2001.
- Logistik, СПб, 1999.
- Англо-русскo-немецкий словарь, — Справочник по международному бизнесу. — СПб, 2002, в соавторстве.

## Награды
- Почетный работник высшего профессионального образования РФ (2001)[3]
- Заслуженный работник высшей школы (2009)[9]